# Кровна (Долж)
Кровна (рум. Crovna) насеље је у Румунији у округу Долж у општини Бреаста. Oпштина се налази на надморској висини од 124 m.

## Становништво
Према подацима из 2002. године у насељу је живело 156 становника, од којих су сви румунске националности.